# رومبل فيش
رومبل فيش (بالإنجليزية: Rumble Fish)‏ هو فيلم دراما تم إنتاجه في الولايات المتحدة وصدر في سنة 1983. الفيلم من إخراج فرانسيس فورد كوبولا من بطولة مات ديلون وميكي رورك ودايان لاين ونيكولاس كيج ودينيس هوبر.

## الميزانية والإيرادات
بلغت تكلفة إنتاج الفيلم حوالي 10 ملايين دولار بينما حقق أرباحا تقدر بـ 2494480 دولار.

## وصلات خارجية
- رومبل فيش على موقع IMDb (الإنجليزية)
- رومبل فيش على موقع ميتاكريتيك (الإنجليزية)
- رومبل فيش على موقع الموسوعة البريطانية (الإنجليزية)
- رومبل فيش على موقع روتن توميتوز (الإنجليزية)
- رومبل فيش على موقع نتفليكس (الإنجليزية)
- رومبل فيش على موقع قاعدة بيانات الأفلام العربية
- رومبل فيش على موقع ألو سيني (الفرنسية)
- رومبل فيش على موقع Turner Classic Movies (الإنجليزية)
- رومبل فيش على موقع أول موفي (الإنجليزية)
- رومبل فيش على موقع بوكس أوفيس موجو (الإنجليزية)